# نشانه نیکلادونی–برانهام
نشانه نیکلادونی–برانهام (انگلیسی: Nicoladoni–Branham sign) نشانه‌ای پزشکی است که نخستین بار توسط جراح اتریشی کارل نیکلادونی گزارش شد. او متوجه شد در بیمار مبتلا به اتساع عروق بازوی راست در صورت فشردگی «شریان بازویی» مجاور، نبض بیمار کند می‌شود. در پزشکی امروزی، این علامت زمانی ایجاد می‌شود که به شریان مجاور فیستول شریانی‌وریدی فشار وارد شود و در صورت بروز موارد زیر گفته می‌شود که نشانه نیکلادونی–برانهام مثبت است:
- تورم در اندازه کاهش می‌یابد.
- بروئی و ارتعاش عروقی ناپدید می‌شود.
- فشار خون بالا می‌رود.
- ضربان نبض و ضربان قلب به حالت عادی بازمی‌گردد.[۲][۳][۴]

## اهمیت بالینی
نشانه نیکلادونی–برانهام به پزشک کمک می‌کند تا علت آنژین صدری را بین نارسایی قلبی با برون ده بالا (high-output) و علل قلبی (ارگانیک) آن در بیماران مبتلا به مراحل پایانی بیماری کلیوی مزمن که تحت همودیالیز با فیستول شریانی‌وریدی هستند، افتراق دهد. اولی در حین برانگیختن نشانه بهبود می‌یابد، در حالی که دومی بهبود نمی‌یابد.